# Peyrat-la-Nonière
Peyrat-la-Nonière é uma comuna francesa na região administrativa da Nova Aquitânia, no departamento de Creuse. Estende-se por uma área de 41,4 km². Em 2010 a comuna tinha 437 habitantes (densidade: 10,6 hab./km²).